# После сахране
После сахране је детективски роман британске списатељице Агате Кристи први пут објављен у САД од стране издавачке куће "Dodd, Mead and Company" у марту 1953. године под називом Сахране су кобне и у Великој Британији од стране издавачке куће "Collins Crime Club" 18. маја од исте године под изворним насловом Кристијеве. Америчко издање се продавало по малој цени од 2,5 долара, а издање у Великој Британији по цени од десет шилинга и шест пенија.
Књига са меким повезом из 1963. у Великој Британији коју је издала издавачка кућа "Fontana Books" носи наслов Убиство у Галопу како би се повезао са филмском варијантом. У књизи се појављује белгијски детектив Херкул Поаро, али се уместо њега у истоименом филму појавујље детективка почетница Кристијеве госпођица Марпл.
Богат човек умире код куће. Његова родбина се окупила после сахране ради читања опоруке током чега његова сестра изјављује да је он убијен. Сутрадан је и она сама пронађена убијена. Поаро је позван да реши загонетку.

## Радња
Након сахране Риичарда Абернетија, његова породица се окупља у вили "Ендерби" ради читања опоруке од стране његовог заступника господина Ентвисла. Његово богатство треба поделити између његове преживеле породице: његовог брата Тимотија, снаје Мод, сестре Коре Ланксен, сестрића Џорџа Кросфилда, сестричине Розамунд Шејн и њеног супруга Мајкла, његове друге сестричине Сузан Бенкс и њеног супруга Грегорија и снаје Хелен, супруге његовог покојног брата Леа који је умро током рата. Иако је Ричард умро природном смрћу и очекивала се његова смрт, Кора се изланула да је он убијен. Дан након сахране пронађена је мртва, насилно убијена у сну. Ниједна побуда није очигледна у истрагама инспектора Мортона - док се Корин животни приход враћа на имање Абернетијевих, њено имање одлази у руке Сузан, док њена дружбеница госпођица Гилкрист добија бројне њене слике. Међутим, ускоро се јављају сумње у Ричардову смрт након њеног убиства. Тражећи помоћ, Ентвисл позива свог пријатеља Херкула Поароа како би решио ствар. Поаро позива свог старог пријатеља господина Гобија да истражи породицу.
Сваки члан породице имао је свој разлог зашто је желео Ричардово богатство и тако постао осумњичен за убиство. На дан истраге, Сузан посећује Корину кућу како би распродала њене ствари на аукцији. Од Гикристове сазнаје да је њена тетка увек сликала из живота и да је слике прикупљала месној распродаји у нади да ће пронаћи неки вредан комад. Дан након Корине сахране, уметнички критичар Александар Гатри стиже да прегледа Корине слике које је недавно купила како је раније било заказано, али ту не налази ништа вредно. Те вечери, Гилкристова је отрована парчетом свадбене тортае послате поштом у којој је био арсен, али је преживела, углавном јер је појела мањи део. Окупљајући се ради одабира предмета са Ричардовог имања пре продаје, породици се придружују Поаро и Гилкристова. Током разговора, Хелен износи опаску да верује да је било нешто чудно на дан сахране, Гилкристова износи примедбу о једном од украса у Ендербију док се Сузан сећа да је пронашла слику у Корином поседу за коју је веровала да је прецртана са разгледнице са сликом и није насликана из живота с' обзиром на уобичајени Корин стил.
Рано следећег јутра, Хелен је звала Ентвисла да га обавести шта је схватила да је било чудно током Ричардове сахране, али је дивљачки ударена у главу пре него што је могла да каже више. Хелен има потрес мозга и одведена је ради своје сигурности. Док се инспектор Мортон спремао да испита сваког члана породице о кретању на дан Кориног убиства, Поаро запрепашћује све откривајући им да је њен убица госпођица Гилкрист. Препознала је Вермера међу недавним Кориним купљеним сликама које њена послодавка није имала и знала је да је то њена прилика да обнови своју вољену чајџиницу коју је изгубила у рату. Преко Вермера је ставила слику са призором пристаништа са разгледнице, несвесна да је уништена у рату. Након тога је у чај Кори ставила седатив како би заспала, док се она представљала као Кора на сахрани. Нико од породице није видео Кору више од две деценије што јој је олакшало превару. Након што је изнела опаску да је Ричард убијен, Гилкристова је наредног дана убила Кору како би полиција веровала да је то повезано с Ричардовом смрћу. Да би одвратила сумњу од себе, Гилкристова је лажирала покушај убиства.
Гилкристова је морала да опонаша Корино карактеристично нагињање главом, али није схватила да је погрешила јер је вежбала пред огледалом. Хелен је нападнута јер је то коначно схватила. Надаље, Поаро је знао да се представљала као Кора јер се позвала на украс који се могао видети само у вили "Ендерби" на дан Ричардове сахране. Вермер је Гилкристова сакрила тако да га Гатри није пронашао током планиране посете. Њена тврдња да је Кора насликала призор из живота оспорена је јер је Сузан пронашла предратну разгледницу пристаништа у викендици заједно са Ентвислом који се сетио да је намирисао уље када је био у Кориној кући након њеног убиства када се обратио Поароу за помоћ. Мортон тада открива да су две часне сестре посетиле Корину колибу на дан сахране и да су веровале да је неко унутра. Након што је оптужена, Гилкристова је поново опонашала Кору жалећи се на недаће свог живота, али тихо одлази с полицијом. Током правних поступака пре суђења, она на крају луди, планирајући једну чајџиницу за другом, иако Поаро и Ентвисл не сумњају да је током свог злочина била у потпуном поседу својих наума.

## Ликови
- Херкул Поаро - чувени белгијски детектив. Ангажован да истражи смрт Коре и њеног брата Ричарда.
- Господин Ентвисл - заступник породице Абернети. Унајмљује Поароа да помогне у истрази Кориног убиства и околности које га окружују.
- Инспектор Мортон - Истражни службеник полицијске истраге округа Беркшир о Корином убиству.
- Госпођа Кора Ланксенет - жртва случаја. Сликарка почетница и најмлађа сестра Ричарда Абернетиеја. Један од наследника Ричардовог богатства пре убиства.
- Ричард Абернети - Богати удовац, недавно преминуо и кремиран пре почетка романа. Изгубио је једног брата у Другом светском рату, а другог брата и две сестре из других разлога. Његов једини преживели син Мортимер умро је пре шест месеци.
- Тимоти Абернети - једини преживели Ричардов брат. Мрзовољни инвалид, и један од наследника братовог богатства.
- Мод Абернети - Тимотијева жена, снажна, здрава жена која се брине за потребе свог мужа.
- Сузан Бенкс - Ричардова братаница, ћерка његовог брата Гордона, и једна од наследница његовог богатства. Она је жена са пословном жељом и Корина наследница.
- Грегори Бенкс - Сузанин супруг. Хемичар који је ненамерно дао прекомерну количину лека једном од својих купаца у прошлости.
- Џорџ Кросфилд - Ричардов сестрић, син његове сестре Лоре. Заступник у предузећу берзанског посредника и један од наследника Ричардовог богатства.
- Розамунд Шејн - Ричардова сестричина, ћерка његове сестре Џералдин. Она је амбициозна глумица и једна од наследника Ричардовог богатства.
- Мајкл Шејн - Розамундин муж. Попут ње, он је амбициозан глумац.
- Хелен Абернети - удовица Ричардовог брата Леа и једна од наследника Ричардовог богатства.
- Госпођица Гилкрист - убица случаја. Корина дружбеница. Она је била власница чајџинице све док је није изгубила у рату.
- Господин Гоби - приватни детектив, ангажован од стране Поароа да истражи порекло сваког члана породице.
- Ленскомб - Батлер у вили "Ендерби".
- Џенет - кухињска помоћница у вили "Ендерби".
- Марџори - куварица у вили "Ендерби".
- Госпођа Џекс - чистачица у вили "Ендерби".
- Госпођа Џоунс - чистачица Тимотија и Мод Абернети.
- Александар Гатри - стари Корин пријатељ и стручњак за уметничка дела.
- Госпођица Ентвисл - Сестра господина Ентвисла.

## Теме
За разлику од књиге Ко талас ухвати у којој постоји снажан осећај послератног енглеског друштва које се поново формира по узору на „статус кво анте“, књига После сахране је дубоко песимистична по питању друштвеног утицаја рата. Пристаниште на разгледници је бомбардовано и још није обновљено што је чињеница кључна за заплет. Ричард Абернети је схркан што му је једини син изненада умро од полиомелитиса, епидемије тог времена. Син је био здрав и спреман да се ожени, а онда је умро. Ричард не види ниједног другог наследника вредног да успе на његовом имању у целини. Нагон Абернетијевих и пословни дар налазе се у његовој братаници Сузан, али он њу не сматра јединим наследником јер је жена. Уместо тога, он реагује на њу разочарањем у њеног мужа. Не налазећи ниједну особу која би преузела његово богатство и посао, он дели новац члановима породице за које се чини да ће их бацити на коцкање и позоришне подухвате.
Једина особа коју је ценио била је његова снаја, сада удовица због рата. Имала је дете у ратној афери. Никада није рекла Ричарду за дете свесна његових викторијанских погледа, а другима је говорила да има сестрића коме помаже. Захвална је на његовој љубазности што ју је укључио у опоруку јер сада може да одгаји свог сина на далеком Кипру са одговарајућим образовањем. Дете је вољено, али његова мајка осећа да га не може прихватити у послератној Енглеској. Презиме изабрано за Кориног супруга, веома омраженог сликара са неким тврдњама да је Француз, је Ланскенет. Презиме је необично јер назив потиче од назива једне карташке игре, а то је и назив за немачког копљанина из 15. и 16. века који је можда играо ту карту.
Рационирање хране у Енглеској престало је у години објављивања, али се њено дејство и даље осећало у недостатку јаја које се помиње у роману. Читаво време постоји снажан осећај тешкоћа послератног раздобља међу којима је и бол госпођице Гилкрист која је изгубила своју драгоцену чајџиницу због несташице хране и била присиљена да живи у зависности у чему се она сматра мало више него слуга. Постоје и опаске на повећани терет опорезивања повезан са владом Клемента Атлија.

## Књижевни значај и пријем
Роберт Барнард је за овај роман рекао да има „Предмет вишегодишње привлачности - несрећне породице: много разбацане браће и сестара, много викторијанског новца (направљеног од житних малтера). Будите сигурни да истражујете право убиство и пазите на огледала (увек занимљиво код Кристијеве). Садржи последњег великог батлера Кристијеве: "педесете и шездесете нису биле добра времена за батлере."

## Помињања и алудирања

### Помињање других дела
- У 12. поглављу Поаро спомиње случај који је обрађен у књизи Лорд Еџвер умире као случај у којем је "скоро поражен".
- У 13. поглављу Поароов собар се у приповедању назива Жорж. Његово право име је Џорџ, али му се Поаро увек обраћа непосредно као Жорж. Ово је први (и једини) пут на којим је у приповедању назван франуцском варијантом имена.

### Помињање у другим делима
Ово је први Поароов роман у којем се о лезбејству (између жене и њене дружбенице) може говорити као о могућој побуди. Међутим, могућа помињања су оскудна, прикривена и еуфемистична: инспектор Мортон то назива "грозничавим женским пријатељством" у 13. поглављу.

## Прилагођавања

### Филм
Године 1963. МГМ је екранизовао роман у филм под називом Убиство у Галопу. Била је то друга од четири популарне екранизације дела Кристијеве од стране Џорџа Полока. Филм има 100% оцену одобрења за "Rotten Tomatoes" на основу 6 критика. У овој екранизацији, Поаро је замењен госпођицом Марпл коју тумачи Маргарет Радерфорд. Филм доноси низ других промена у односу на роман:
- Већина радње се врти око јахања.
- Презиме породице је промењено у Ендерби. Уместо братанице Сузан Бенкс и инспектора Мортона појављују се сестрић Хектор Ендерби и инспектор Кредок. Госпођици Гилкрист је презиме промењено у Милкрист.
- Нови лик, господин Стринџер (кога тумачи супруг Маргарет Радерфорд Стринџер Дејвис), додат је у екранизацији.
- Господин Ентвисл, Тимоти, Мод и Хелен Абернети, Грегори Бенкс, Господин Гоби, Ленскомб, Џенет, Марџори, госпођа Џекс, госпођа Џоунс, Александар Гатри и госпођица Ентвисл су избачени у екранизацији.
- Филм има много ведрији и разигранији тон у односу на роман.

### Телевизија
Дана 26. марта 2006. године, роман је екранизован за ИТВ у склопу девете сезоне серије Поаро са Дејвидом Сачетом у насловној улози. Учествовали су такође Мајкл Фасбендер као Џорџ, Џералдин Џејмс као Хелен Абернети, Луси Панч као Сузана Хендерсон, Роберт Батхерст као Гилберт Ентвисл, АНа Калдер-Маршал као Мод, Фиона Гласкот као Розамунд и Моника Долан као госпођица Гилкрист.
У екранизацији су направљене неке промене:
- Кора се развела од италијанског сликара Ђованија Галаћија чије је презиме задржала. Галаћио је заменио Гатрија у улози сликарског стручњака на кога се Поаро ослања.
- Чајџиница госпођица Гилкрист се у роману зове "Палма" док је у екранизацији "Врба" јер сав порцелан има мотиве врбе.
- Слика откривена на крају је Рембрант, а не Вермер.
- Ентвисл не истражује након сахране и читања опоруке већ тек након Корине смрти, иако у мањем својству.
- Изостављен је лик господина Гобија. Поаро се појављује лично и разговара са члановима породице.
- Тимотијева способност да хода је приказана тек на крају за разлику од књиге у којој је то познато од почетка док је Мод представљена као помало будаласта и учествује у мувању са Галаћијом.
- Сузан Бенкс су име и презиме промењени у Сузана Хендерсон. Она је неудата и посвећена је мисионарским радовима у Африци (тачније у Бечуани).
- Џорџ је Хеленин син, Ричардов омиљени братанац, и очекивало се да буде наследник највећег дела имања. Он је имао тајну романсу са Сусан(ом). Дан након сахране имали су тајни сусрет у Личет Сент Мерију. Такође, Ричард је био Џорџов прави отац. Ричард му је то рекао, али Џорџ је то одбио да прихвати и насилно се посвађао са Ричардом (што су Поаро и Ентвисл сазнали од Ленскомба), и са гнушањем је кривотворио опоруку којом се разбаштинио у корист остале родбине.
- Као и у неколико других епизода, време је померено у 1930-те. У овом случају из раздобља после Другог светског рата.
  - Пристаниште на слици коју је пронашла Сусан(а) уништено је у пожару, а не у рату.
  - Госпођица Гилкрист изгубила је чајџинису због отварања ланца чајџиница "Лајонс" у близини, а не због ратне рационализације.
- Када је госпођица Гилкрист ухапшена и одведена, застала је да понови своју глуму Коре. Поаро наговештава да ће вероватно бити одведена у лудницу. Нема даље расправе.
- Сусан(а) и Розамунд су сестре, а не сестра од ујака и сестра од тетке јер су обе ћерке Ричардове сестре Џералдин.
- У књизи је Розамундино тајно покриће посета лекару како би потврдила да је трудна. У епизоди је Розамунд већ знала да је трудна и хтела је да побаци, али се након доласка предомислила.
- У овој екранизацији, као што је уобичајено за екранизације са Поароом, као и у разјашњавању заплета и односа, убачени су догађаји који су нетипични за писање Кристијеве:
- Брат и сестра од стрица су у родоскрвној вези.
- Жена са неверним мужем хоће да побаци, али се одлучује против тога.
- Жена и њен девер имају љубавну везу и крију родитељство свог детета.[6]

### Радио
Мајкл Бејквел је прилагодио роман После сахране за ББЦ Радио 4, а Џон Мофат је тумачио Поароа док је Френк Торнтон тумачио господина Ентвисла.